# Гралья
Гралья (итал. Graglia) — коммуна в Италии, располагается в регионе Пьемонт, в провинции Бьелла.
Население составляет 1609 человек (2008 г.), плотность населения составляет 80 чел./км². Занимает площадь 20 км². Почтовый индекс — 13895. Телефонный код — 015.
Покровительницами коммуны почитаются Пресвятая Богородица, празднование 5 августа, и святая Фе Аженская, празднование во второе воскресение октября.

## Демография
Динамика населения:

## Администрация коммуны
- Официальный сайт: http://www.comune.graglia.bi.it/